# Albinen
Albinen é uma comuna da Suíça, no Cantão Valais, com cerca de 266 habitantes. Estende-se por uma área de 15,52 km², de densidade populacional de 17 hab/km². Confina com as seguintes comunas: Guttet-Feschel, Inden, Leuk, Leukerbad.
No ano de 2017, a comuna se popularizou por oferecer valores para pessoas que decidissem residir permanentemente nela, desde que possuíssem cidadania suíça e idade máxima de 45 anos.
A língua oficial nesta comuna é o Alemão.